# Sean Avery
Sean Avery (* 10. dubna 1980, North York, Ontario, Kanada) je bývalý profesionální hokejista. Patřil mezi největší provokatéry a nejméně oblíbené hráče celé NHL.

## Sportovní kariéra
V roce 1999 podepsal smlouvu jako volný hráč s týmem Detroit Red Wings a tím začal svoji kariéru v NHL, kde hned v první sezóně 2000/01 oslavil s týmem Stanley Cup po boku hvězd typu Steve Yzerman, Brandon Shannahan, Brett Hull, Dominik Hašek, a dalších. V roce 2003 přestoupil do Los Angeles Kings, kde se vypracoval do jednoho z největších provokatérů NHL, tím největším se však stal až v New Yorku. V roce 2006, ještě v týmu Kings, byl nejtrestanější hráč sezóny s celkovým počtem 257 trestných minut.
V roce 2007 přestoupil do týmu New York Rangers, kde se stal jedním z nejkontroverznějších hráčů celé NHL. U Rangers se hokejově zlepšil, dokonce hrál ke konci sezóny v první formaci společně s Jaromírem Jágrem. V playoff pak proslul provokativním máváním hokejkou před Martinem Brodeurem z New Jersey Devils, které rozdělilo celou NHL na dva tábory – jeden byl pro zavedení vyloučení za provokace a druhý obhajoval to, že vlastně nic neudělal. Nakonec došlo k úpravě pravidel NHL pod názvem "The Sean Avery Rule", zkráceně "Avery Rule".
Během sezóny 2007/08 se několikrát porval se svým protihráčem Darcy Tuckerem z Toronta, který byl také ligovým provokatérem. Jednou dokonce už při rozbruslení.
V roce 2008 se coby nechráněný volný hráč upsal na čtyři roky týmu Dallas Stars.
Na svém kontě má 5 hatricků Gordieho Howea, což znamená, že za jeden zápas si stihl připsat vstřelený gól, asistenci a bitku.
V sezóně 2008/2009 byl hráčem Dallas Stars, ale ještě v téže sezóně byl týmem suspendován za to, že před zápasem s Calgary nazval své bývalé přítelkyně hanlivým výrazem „sloppy seconds“ a musel jít na kurz ovládání, který úspěšně absolvoval a New York Rangers si ho vzaly zpátky. Nejdříve odehrál pár zápasů na farmě a pak se vrátil.
V Sezoně 2011/2012 se mu po předsezónním kempu nedařilo vrátit do hlavního týmu, ale kvůli zranění mnoha hráčů byl povolán zpět. Během poměrně krátké doby (celkem 100 minut na ledě) vstřelil 3 góly, vlivem dlouhodobých neshod s koučem Tortorellou si však vysloužil jízdenku zpět do AHL týmu Connecticut Whale, kde za sedm zápasů posbíral 3 body. Protože v posledním zápase, dne 27. ledna 2012, dal gól a následně vyvolal potyčku udělal si další vroubek u kouče a od té doby nehrál. Dne 6. března 2012 mu bylo oznámeno že nemusí chodit na tréninky, nepočítají s ním v playoff a ani v zápasech Whale. Tento stav je často připisován ješitnosti koučů.

## Klubové statistiky
| Sezona                 | Klub                    | Soutěž          | Základní část | Základní část | Základní část | Základní část | Základní část | Play off | Play off | Play off | Play off | Play off |
| Sezona                 | Klub                    | Soutěž          | Z             | G             | A             | B             | TM            | Z        | G        | A        | B        | TM       |
| ---------------------- | ----------------------- | --------------- | ------------- | ------------- | ------------- | ------------- | ------------- | -------- | -------- | -------- | -------- | -------- |
| 2000‑01                | Cincinnati Mighty Ducks | AHL             | 58            | 8             | 15            | 23            | 304           | 4        | 1        | 0        | 1        | 19       |
| 2001‑02                | Detroit Red Wings       | NHL             | 36            | 2             | 2             | 4             | 68            | —        | —        | —        | —        | —        |
| 2001‑02                | Cincinnati Mighty Ducks | AHL             | 36            | 14            | 7             | 21            | 106           | —        | —        | —        | —        | —        |
| 2002‑03                | Detroit Red Wings       | NHL             | 39            | 5             | 6             | 11            | 120           | —        | —        | —        | —        | —        |
| 2002‑03                | Grand Rapids Griffins   | AHL             | 15            | 6             | 6             | 12            | 82            | —        | —        | —        | —        | —        |
| 2002‑03                | Los Angeles Kings       | NHL             | 12            | 1             | 3             | 4             | 33            | —        | —        | —        | —        | —        |
| 2003‑04                | Los Angeles Kings       | NHL             | 76            | 9             | 19            | 28            | 261           | —        | —        | —        | —        | —        |
| 2004‑05                | Pelicans Lahti          | SM-liiga        | 2             | 3             | 0             | 3             | 26            | —        | —        | —        | —        | —        |
| 2005‑06                | Los Angeles Kings       | NHL             | 75            | 15            | 24            | 39            | 257           | —        | —        | —        | —        | —        |
| 2006‑07                | Los Angeles Kings       | NHL             | 55            | 10            | 18            | 28            | 116           | —        | —        | —        | —        | —        |
| 2006‑07                | New York Rangers        | NHL             | 29            | 8             | 12            | 20            | 58            | 10       | 1        | 4        | 5        | 27       |
| 2007‑08                | New York Rangers        | NHL             | 57            | 15            | 18            | 33            | 154           | 8        | 4        | 3        | 7        | 6        |
| 2008‑09                | Dallas Stars            | NHL             | 23            | 3             | 7             | 10            | 77            | —        | —        | —        | —        | —        |
| 2008‑09                | Hartford Wolf Pack      | AHL             | 8             | 2             | 1             | 3             | 8             | —        | —        | —        | —        | —        |
| 2008‑09                | New York Rangers        | NHL             | 18            | 5             | 7             | 12            | 34            | 6        | 0        | 2        | 2        | 24       |
| 2009‑10                | New York Rangers        | NHL             | 69            | 11            | 20            | 31            | 160           | —        | —        | —        | —        | —        |
| 2010‑11                | New York Rangers        | NHL             | 76            | 3             | 21            | 24            | 174           | 4        | 0        | 1        | 1        | 12       |
| 2011‑12                | New York Rangers        | NHL             | 15            | 3             | 0             | 3             | 21            | —        | —        | —        | —        | —        |
| 2011‑12                | Connecticut Whale       | AHL             | 7             | 2             | 1             | 3             | 39            | —        | —        | —        | —        | —        |
| NHL celkem             | NHL celkem              | NHL celkem      | 580           | 90            | 157           | 247           | 1533          | 28       | 5        | 10       | 15       | 69       |
| AHL celkem             | AHL celkem              | AHL celkem      | 124           | 32            | 30            | 62            | 539           | 7        | 3        | 1        | 4        | 27       |
| SM-liiga celkem        | SM-liiga celkem         | SM-liiga celkem | 2             | 3             | 0             | 3             | 26            | —        | —        | —        | —        | —        |
| Konec hokejové kariéry |                         |                 |               |               |               |               |               |          |          |          |          |          |

## Osobní život
Proslul několika románky se slavnými herečkami, například Elishou Cuthbert a Rachel Hunter.
Se svým spoluhráčem Henrikem Lunqvistem založil Restauraci Tyni’s na Manhattanu.
Avery se věnuje především hokeji a módě.
V roce 2005 si také zahrál minirole ve filmu The Rocket o slavném hokejistovi Maurice Richardovi z Montrealu Canadiens, který zemřel v roce 2000.
Po konci kariéry vydal dvě autobiografie Ice Capades a Offside, kde si nebere servítky a čtenáři přibližuje zejména životy hráčů a trenérů, kritikou nešetří zejména na Tortorellovi, kde uvádí, že jej hráči nebrali vážně, protože neuměl ani pořádně bruslit a Marián Gáborík jej přímo nenáviděl.
V roce 2015 se oženil s americkou modelkou Hilary Rhoda.
V roce 2020 se jim narodil syn Nash.